# Сакума Сёдзан
Сакума Сёдзан (яп. 佐久間 象山 Сакума Сё:дзан / Дзо:дзан, 22 марта 1811 — 12 августа 1864) — японский политик и мыслитель периода Эдо.
Сакума Сёдзан был сторонником открытия страны, ратовал за изучение западных наук.
В 1850 году Сёдзан открыл частную школу в Эдо, где преподавал военно-технические дисциплины западной науки: военное искусство, основы артиллерии и др. Среди посещавших школу были многие будущие члены просветительского общества «Мэйрокуся»: Като Хироюки, Цуда Мамити, Нисимура Сигэки и другие активные участники реформаторского движения Мэйдзи.
Был убит в 1864 году убийцей Каваками Гэнсаем.

## Сочинения
- «Размышление над своими ошибками» («Сэйкэн року»)